# クラミジア肺炎
クラミジア肺炎（クラミジアはいえん）は、主にChlamydophila pneumoniae（肺炎クラミジア）による下気道感染症のこと。市中肺炎の中では、よく見られるもののひとつ。

## 症状
幼児に多く見られ、乾性咳嗽、発熱、嗄声を主訴とすることが多い。
膿性喀痰は見られない。
アルツハイマー型認知症患者の9割の脳から、クラミジア・ニューモニエが分離されており、アメリカの研究においてもアルツハイマー病との関連性も示唆されている。
脳内に潜伏感染した場合、年齢を経るにしたがって症状が現れる可能性があるので、急性期において確実に抗菌薬による除菌を行った方が良い。

## 診断
- 胸部X線写真
- 胸部CT
- 咽頭部擦過検体・喀痰PCR（日本では保険適用なし）

## 治療
- 軽症例ではマクロライド系、テトラサイクリン系、ニューキノロン系の内服
- 中等症以上にはテトラサイクリン系抗菌薬の点滴静注。乳児、新生児にはテトラサイクリン禁忌(黄色歯牙を形成する)のため、エリスロマイシンの点滴静注。